# 王延鈞
閩惠宗王延鈞（？—935年11月17日），繼位後改名王鏻（又作王璘），五代十国時期閩國第三任君主和第一个稱皇帝的君主，927年—935年在位。

## 生平

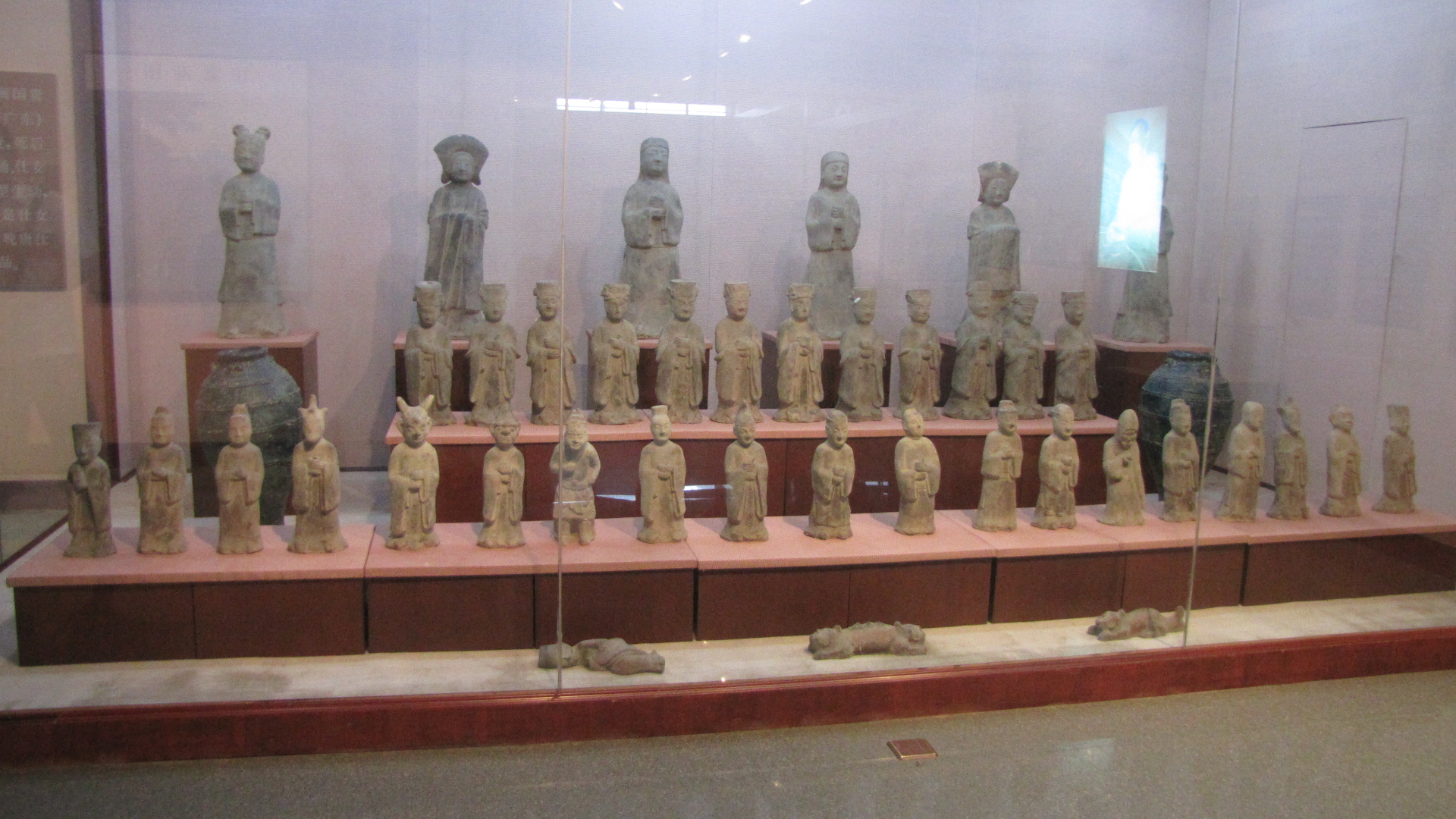
五代闽国刘华墓出土的一组陶俑

王延鈞是太祖王審知的次子，也是嗣王王延翰之弟。王延翰繼位後，任王延鈞為泉州刺史，並在福州四處尋找民女，納入宮中為妾，王延鈞與建州刺史王延稟為此上書勸諫，王延翰大怒。王延稟與王延翰一向不睦，便與王延鈞聯軍攻打福州。王延稟自建州順流而下，於天成元年十二月初八（927年1月14日）先攻破福州，殺王延翰。不久王延鈞亦至，被王延稟推戴为威武军留后。夏五月，後唐明宗任命王延鈞為威武軍節度使、守中書令，封琅琊王。十一月，王延鈞遣使，向後唐進貢犀牛、香藥、海味。天成三年七月，後唐又遣吏部郎中裴羽、右散騎常侍陸崇，進封王延鈞為閩王。十二月，奉國節度使知建州王延稟向後唐上表稱疾，後唐任命其子王繼雄為建州刺史。
長興二年（931年），王延稟誤信王延鈞患重病，命次子王繼昇為建州留後，與王繼雄一起率水軍攻打福州。王延稟攻西門、王繼雄攻東門。王延鈞派樓船指揮使王仁達拒戰於南臺江。王仁達把士兵藏在船中，自己假裝出降。王繼雄登船撫慰，被王仁達殺死，梟首示眾於西門。王延稟正在放火攻城，見其子首級，不禁慟哭，軍心大亂。王仁達趁機發起攻擊，將其擒獲。王延鈞將王延稟斬於市，恢復其原名周彥琛，又派使者前去建州招撫其餘黨。王延稟之子王繼昇、王繼倫得知後出奔吳越。王延鈞便派弟弟都教練使王延政去鎮守建州。
當時福建僧侶眾多。王延鈞在位期間，下令丈量土地，分為三等，上等賜給僧侶，中等授予土著百姓，下等給流寓之人耕種。閩國的科舉之法模仿唐朝，但兩稅卻被加重。他喜好神仙之術，寵信左道巫者徐彥、朴盛韜、陳守元等人，還建造寶皇宮給陳守元居住，稱其為宮主。當時福州有王霸壇、煉丹井。壇旁皂莢木枯萎已久，一日突然長出枝葉來。井中又有白龜浮出。掘地，得石銘，有「王霸裔孫」之文。王延鈞便認為這在自己身上應驗了，便在壇旁建造宮殿，極盡奢華。
長興二年十二月，陳守元假借寶皇之命，建議王延鈞「避位受道，當為天子六十年」。於是，王延鈞命長子、威武軍節度副使王繼鵬“權軍府事”，自己则成為道士，取道號玄錫。長興三年（932年）三月，王延钧復位，要求後唐仿吴越钱镠、南楚马殷之例，封自己為尚書令。後唐不答，王延鈞遂斷絕雙方關係。
後唐長興四年（933年），黄龙现于真封宅，王延鈞下令改宅为龙跃宫，又建东华宫。当年正月，王延鈞在寶皇宮受册稱帝，國號大閩，改元龍啟，改名王鏻，立五庙，追谥王审知为太祖，封高盖山为西岳。十一月，尊母鲁国太夫人黄厥为皇太后；同月，被闽国中军使薛文杰迫害而逃往杨吴的建州土豪吴光向杨吴朝廷请兵伐闽，吴信州刺史蒋延徽未等攻打闽国的朝命发布，便擅自与吴光合兵攻打建州，王延政派遣使者向吴越求援。十二月，改福州为长乐府。龙启二年（934年）正月，蒋延徽在浦城击败闽军，接着围攻建州城，王延政派遣上军张彦柔、骠骑大将军王延宗领兵1万救援建州。蒋延徽攻建州不克，杨吴实际执政者徐知诰猜忌蒋延徽，派遣使者命蒋延徽撤军。蒋延徽撤军时，闽军追击，被打败，士兵死亡非常多，王延政归罪于都虞侯张重进，将其处斩。徐知诰贬蒋延徽为右威卫将军，与闽国讲和。
王延鈞自知國土狹小，土地偏僻，因此謹慎與四鄰相處，境內還算安定。
王延鈞的元配是南漢清遠公主劉德秀，十分美麗，但早逝。繼室金氏賢而無寵。王延鈞相當寵愛淑妃陳金鳳，筑水晶宫于福州西湖旁，在湖中造彩舫数十，每舫置宫女二十余人，自乘大龙舟与陳金鳳同游。后又筑长春宫，与陳金鳳居于其中，每晚欢宴，燃金龙烛数百，使宫女擎金玉、玛瑙、琥珀、水晶之杯盘进馔，酒酣时裸体追逐嬉笑为乐。陳金鳳本是王審知的婢女，有才藝又十分淫蕩。因王延鈞晚年得风疾，陳金鳳遂與王延鈞的男宠歸守明、李可殷私通，閩人都很痛恨他們。
閩永和元年（935年），陳金鳳被立為后。同年十月，王延鈞病重，王延鈞之子王繼鵬與皇城使李倣欲聯手提前了結陳后之勢力。十月十九·庚辰（935年11月17日），李倣派兵進宮，殺死皇后陳金鳳及其黨羽。王延鈞躲到為他特製的九龍帳下，變軍刺了幾下後才出去。王延鈞重傷未死卻痛不欲生，宮女不忍見其受苦，遂殺死王延鈞。王延鈞死後，為王繼鵬諡為齊肅明孝皇帝，廟號惠宗，唯《新五代史》則作廟號太宗，諡號惠皇帝。

## 后妃
- 明惠皇后劉華，南漢清遠公主
- 廢后金氏，被廢
- 皇后陳金鳳

## 子女
王延鈞有子可考者五人，皆嫡出，只有王繼鏞是陳金鳳所生，其余四位均為劉華親生的：
1. 建王 王繼嚴（939年改名王繼裕），劉華所生。941年被王延羲毒杀
2. 康宗 王繼鵬，劉華所生
3. 臨海郡王 王繼恭，劉華所生，939年被连重遇所杀
4. 福王 王繼韜，劉華所生，935年被杀
5. 六军诸卫事王繼鎔（王繼鏞），陳金鳳所生

女儿，史书无载，根据刘德秀墓志，知其生有两女。